# 7SPIRITS
『7SPIRITS』(セブン・スピリッツ)は日本の歌手倖田來未のビデオ・クリップ集。

## 解説
初のミュージック・ビデオ集。
1stシングル「TAKE BACK」から7thシングル「real Emotion」までのシングルのビデオ・クリップと、2002年から2003年までの活動されたメイキング映像がダイジェストとして収録されている。
ジャケット・アートワークは1月24日に撮影された。同日には、本作にも収録の7thシングル『real Emotion/1000の言葉』、本作の関連として2ndアルバム『grow into one』も合わせて行われた。

## 収録曲
※ 斜体字 は、本ソフトのパッケージには記載されていない。
Teaser feat.Clench & Blistah
本オープニング映像。
1. TAKE BACK
2. Trust Your Love
3. COLOR OF SOUL
4. So Into You
5. love across the ocean
6. m・a・z・e
7. real Emotion
8. Bonus Pictures
主に、2002年〜2003年の野外ライブ「a-nation」の裏側や、「m・a・z・e」のPVメイキングなどが収録。
9. TV-CM
収録シングルと1stアルバム「affection」のスポット映像。なお、2ndアルバム「grow into one」は未収録。
※ これらは、後に10thアルバム「JAPONESQUE」初回限定生産盤 (CD+2DVD) の特典ディスク (DVD Disc2) に収録された。